# 天使のいたずら
『天使のいたずら』（てんしのいたずら、Prudence and the Pill）は、1968年に公開されたイギリス、アメリカ合衆国のコメディ映画。1965年の小説『プルーデンスとピル』を原作としている。監督はフィルダー・クック。出演はデボラ・カーやデヴィッド・ニーヴンなど。

## キャスト
※括弧内は日本語吹替（初回放送1975年5月26日『月曜ロードショー』）
- プルデンス：デボラ・カー（寺島伸枝）
- ジェラルド：デヴィッド・ニーヴン（中村正）
- ヘンリー：ロバート・クート
- エリザベス：イリナ・デミック
- グレース：ジョイス・レッドマン
- ジェラルディン：ジュディ・ギーソン
- アラン：キース・ミッチェル
- ロベルタ：イーディス・エヴァンス
- モーリー：マイケル・ホーダーン[1]